# Restrenyiment
El restrenyiment és una disfunció de l'intestí que fa que la deposició sigui poc freqüent o difícil de passar. Els excrements sovint són durs i secs. Altres símptomes poden incloure dolor i inflor abdominal. Les complicacions del restrenyiment poden incloure hemorroides, fissura anal o impacció fecal. La freqüència normal de deposicions en adults és d'entre tres per dia i tres per setmana. Els nadons solen tenir de tres a quatre deposicions al dia, mentre que els nens petits solen tenir de dos a tres per dia.
El restrenyiment té moltes causes. Les causes habituals inclouen el moviment lent de les femtes dins del còlon, la síndrome de l'intestí irritable i els trastorns del sòl pelvià. Les malalties associades subjacents inclouen l'hipotiroïdisme, diabetis, malaltia de Parkinson, malaltia celíaca, sensibilitat no celíaca al gluten, deficiència de vitamina B12, càncer de còlon, diverticulitis i malaltia inflamatòria intestinal. Els medicaments associats amb el restrenyiment inclouen opioides, certs antiàcids, blocadors dels canals de calci i anticolinèrgics. Dels que prenen opioides, al voltant del 90% desenvolupen restrenyiment. El restrenyiment és més preocupant quan hi ha pèrdua de pes o anèmia, sang a les femtes, o hi ha antecedents de malaltia inflamatòria intestinal, o càncer de còlon a la família, o és de nova aparició en algú que és gran.
El tractament del restrenyiment depèn de la causa subjacent i de la durada que ha estat present. Les mesures que poden ajudar inclouen beure prou líquids, menjar més fibra, potser consumir mel i fer exercici. Si això no és efectiu, es poden recomanar laxants formadors de volum, osmòtics, suavitzants de femta o de tipus lubricant. Els laxants estimulants generalment es reserven quan els altres tipus no són efectius. Altres tractaments poden incloure bioretroalimentació o en casos rars cirurgia.
A la població general, les taxes de restrenyiment són del 2 al 30 per cent. Entre les persones grans que viuen en una residència, la taxa de restrenyiment és del 50 al 75 per cent.

## Causes
Normalment és ocasionat per una alimentació inadequada (pobra en fibra i aigua i la manca d'exercici físic). Tot i així també pot ser causat per l'estrès o un canvi de residència. Finalment destacar que alguns fàrmacs com la codeïna o l'abús de laxants són a vegades els responsables d'aquest símptoma.

## Mesures preventives
Hi ha diverses mesures per intentar evitar el restrenyiment. En primer lloc s'ha de mantenir una dieta rica en fibra, fruita fresca i verdures bullides i crues. En segon lloc beure aigua de forma abundant (1,5L). En tercer lloc fer exercici físic amb regularitat. Finalment no contenir-se mai quan es tingui necessitat d'anar al vàter.

## Tractament farmacològic
Els laxants són productes que faciliten el pas i l'eliminació de les femtes. Tot i així, l'abús de laxants pot produir restrenyiment. Sempre, a l'hora de prendre un laxant s'ha de consultar al farmacèutic prèviament. En aquest capítol es mostren els fàrmacs comercialitzats al mercat espanyol:
Existeixen diferents tipus de laxants, en ordre de preferència de prescripció serien:
- Incrementadors del bol fecal: metilcel·lulosa (Muciplazma), plantago ovata, segó, cal una bona ingesta de líquids.
- Osmòtics: polietilenglicol (Casenglicol, Evacuante Lainco), sals de magnesi (Magnesia Cinfa, Magnesia San Pellegrino), lactulosa (EFG, Duphalac), lactitol (Emportal, Oponaf)
- Estimulants: bisacodil (DulcoLaxo), oli de ricí, senòsids (Laxante Salud, Puntual, Puntualex, Pursenid, X-Prep)

Ocasionalment es pot requerir l'ús d'una ènema de neteja. I, rarament i en pacients allitats, una extracció digital.